# Peter Rock
Peter Mociulski von Remenyik, més conegut com a Peter Rock (Viena, 4 de setembre de 1945 - Viña del Mar, 16 d'abril de 2016), va ser un cantant xilè d'origen austríac, sobrenomenat el faraó del rock. Va ser oncle d'Alain Johannes, guitarrista de rock internacional.

## Biografia
Fill d'immigrants austríacs, Peter Rock va arribar amb la seva família a Santiago el 1955. Va abandonar els seus estudis secundaris en el Liceu José Victorino Lastarria per dedicar-se a la música. Va ser el seu padrastre qui li va suggerir el seu nom artístic. Va participar en programes radials i presentacions en directe. Creador del grup Los Lyons. La seva carrera com "l'Elvis xilè" va començar el 1959, amb el disc A date with Elvis. El seu primer èxit a Xile va ser amb el cover de «Such a night» gran èxit d'Elvis Presley. Li van seguir altres cover com a «Nena, no me importa», «Algo pasó en mi corazón», «La dee dah», y «Ojalá». El seu èxit en espanyol no obstant això ho va obtenir el 1963 amb la balada «Entre la arena y el mar» (de Jorge Pedrers, company seu en Los Lyons). A aquest gran èxit li va seguir «Recuerdos de juventud». El 1965 va viatjar en gira a Europa, recorrent amb les seves presentacions tot el continent. Torna a Xile el 1979, participant en el programa televisiu Jappening con ja. Durant els 80, va participar en diversos programes televisius, i a més en el Festival de la Cançó de Viña del Mar de 1990.
Peter Rock va llançar a finals de 2004 un àlbum de covers de rock and roll clàssic anomenat Rock'n'roll is alive. En 2005 va participar en el programa Rojo Vip en TVN.
El 12 de març de 2008, i a causa de problemes lumbars provocats per un bacteri, se li va implantar entre la tercera i quarta vèrtebra un implant de titani.
El 24 de maig de 2010, va protagonitzar un accident de trànsit quan es dirigia a Reñaca, on va perdre el control del vehicle, xocant amb una palmera. Va ser traslladat a l'Hospital Gustavo Fricke.
Al començament de 2014 va filmar la pel·lícula Blood Sugar Baby, debutant en l'actuació amb el paper de Don Fabiano. Si bé encara no s'ha estrenat en sales comercials, va tenir una exhibició a l'octubre del mateix any en el marc del Festival de Cinema de Santiago (SANFIC). Peter Rock va assistir a aquesta mostra, deixant a la vista el seu deteriorat estat de salut a causa d'una malaltia que al principi es va creure era polineuropatia. Més tard, va obtenir el diagnòstic definitiu de esclerosi lateral amiotròfica (ELA).
Peter Rock va morir el 16 d'abril de 2016 en Viña del Mar.

### Participació enMi nombre es... VIP
El 12 de juliol de 2012, va actuar en la tercera temporada del programa Mi nombre es..., on va participar imitant a Louis Armstrong, quedant seleccionat per a la semifinal.
| Etapa         | Data d'emissió        | Presentació              | Resultat    |
| ------------- | --------------------- | ------------------------ | ----------- |
| Audició       | 12 de juliol de 2012  | «What a Wonderful World» | Classificat |
| Final del dia | 12 de juliol de 2012  | «Hello, Dolly!»          | Classificat |
| Semifinal     | 6 de setembre de 2012 | «Cabaret»                | Classificat |